# Myre (Turquie)
Myre (en turc : Mira) est une ville antique de Lycie, au Sud-Ouest de l'Anatolie, sur le fleuve Myros. Elle s'appelle en grec τα Μύρα ou η Μύρα, en latin et en anglais Myra. Il semble que ce nom soit lycien, la racine " Myrrh" pouvant signifier "la cité de la déesse mère".
Le site de Myre se situe aujourd'hui à Demre qui comptait 15 972 habitants en 2007. Outre le tourisme, la principale activité économique repose sur la production de fruits et légumes des environs (citrons, grenades et cultures sous serres).

## Histoire
Myre existe depuis le Ve siècle av. J.-C., mais elle n'est mentionnée dans des écrits connus qu'à partir du Ier siècle : elle est citée par Strabon comme étant une ville importante de la confédération lycienne (-168 à +43).
À l'époque romaine, au début de notre ère, Myre était la métropole de la Lycie et devait en grande partie sa prospérité au commerce du murex et de la pourpre qui en était extraite.
L'un de ses évêques du début du IVe siècle, saint Nicolas de Myre est un des saints les plus populaires de toute la chrétienté, il contribue à faire connaître le nom de Myre dans des pays très éloignés de l'Anatolie.
Au siècle suivant, la ville devint la capitale de l'éparchie byzantine de Lycie sous Théodose II, qui régna de 408 à 450.
À l'issue d'un siège en 809, la ville fut prise par les Abbassides, conduits par le calife Haroun ar-Rachid. Cet événement marqua le début de son déclin.
Au début du règne d'Alexis Ier Comnène (1081 - 1118), Myre fut reprise par les Seldjoukides. Dans la confusion, des marins de Bari emportèrent les reliques de Saint Nicolas, qui arrivèrent à Bari le 9 mai 1087. C'est vers cette ville que se rendirent désormais les pèlerins.

## La nécropole

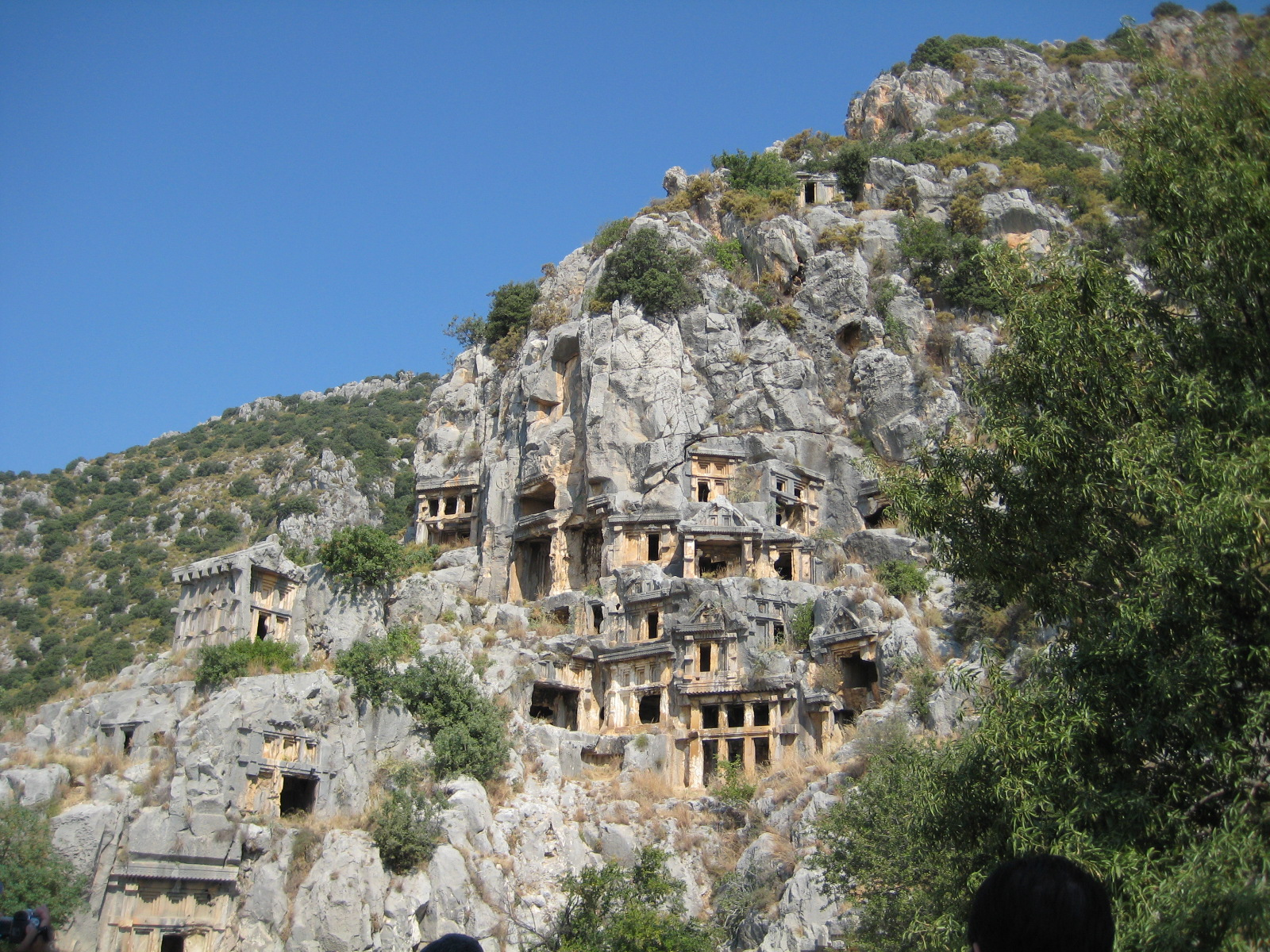
Nécropole lycienne.

Les ruines de la ville lycienne et romaine sont en grande partie recouvertes de limons alluviaux. L'Acropole sur le plateau de Demre, le théâtre romain et les thermes romains (eski hamam) ont été en partie fouillés. Le théâtre romain a été détruit lors d'un tremblement de terre en 141, mais reconstruit par la suite.
Myra est surtout connue pour sa nécropole constituée, comme celle de Telmessos, de tombeaux rupestres percés dans la falaise, que l'on date du Ve siècle av. J.-C. Les tombeaux sont décorés d'une représentation du mort, de ses parents ou de ses amis.
Il existe deux nécropoles de tombes lyciennes taillées dans la roche sous la forme de façades de temples sculptées dans les faces verticales des falaises de Myra : la nécropole fluviale et la nécropole océanique. La nécropole océanique se trouve juste au nord-ouest du théâtre. Le plus connu, à 1,5 km en amont du Demre Cayı depuis le théâtre, est nommé tombeau du Lion ; il était encore peint de rouge, de bleu et de jaune lorsqu'il fut décrit par le voyageur Charles Fellows en 1840.

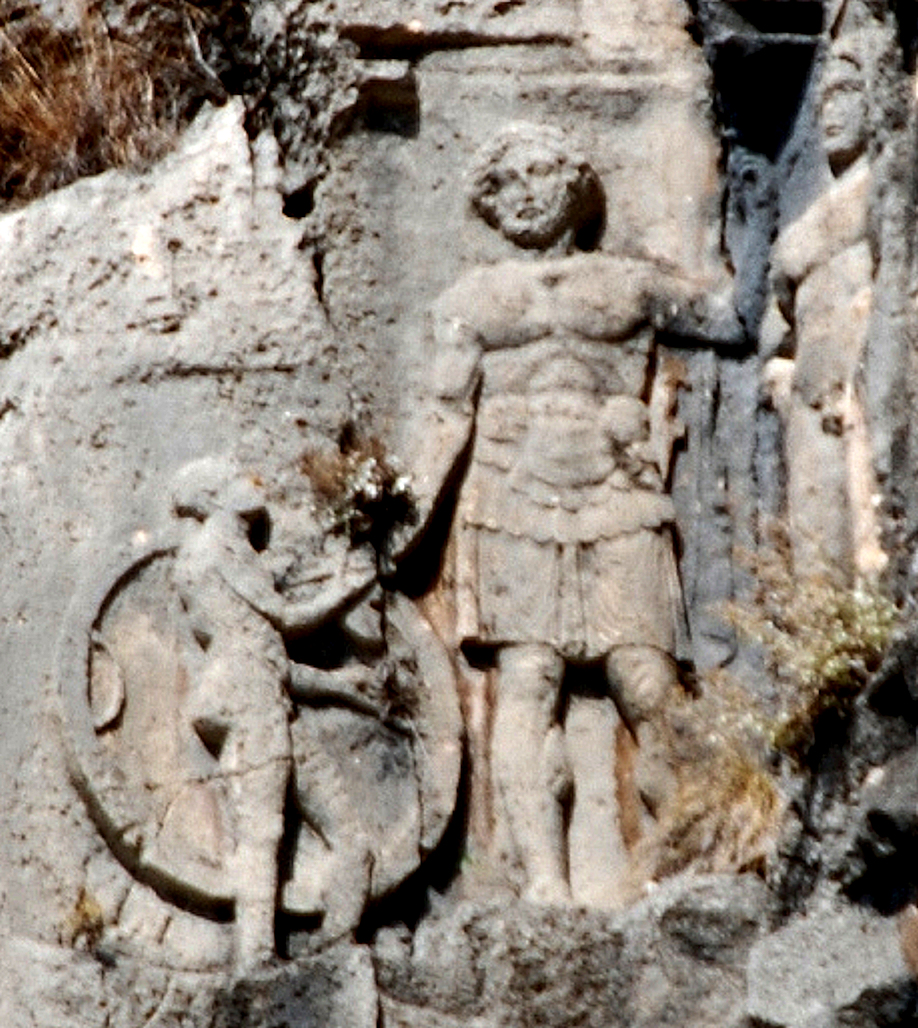
Reliefs d'une tombe lycienne à Myra,

Andriake était le port de Myra à l'époque classique, aujourd'hui envasé. La structure principale qui a survécu jusqu'à nos jours est un entrepôt (horrea) construit sous le règne de l'empereur romain Hadrien (117-138 apr. J.-C.). À côté de cet entrepôt se trouve un gros tas de coquillages Murex, preuve qu'Andriake avait une industrie de production de colorant pourpre.
Des fouilles sont menées à Andriake depuis 2009. Les horrea ont été transformés en musée des civilisations lyciennes, qui compte sept salles exposant des objets découverts lors des fouilles de la ligue Lycienne. Les structures du marché du port, ainsi que l'agora, la synagogue et une citerne de 6 m de profondeur, 24 m de long et 12 m de large ont été restaurés. Un navire de l'époque romaine de 16 m de long, une grue et un chariot ont été placés devant le musée.

## Vestiges romains
Des vestiges romains, partiellement dégagés, comportent pour l'essentiel des thermes et un théâtre. Celui-ci fut détruit en 141 par un tremblement de terre et rebâti ensuite.

## L'église Saint-Nicolas

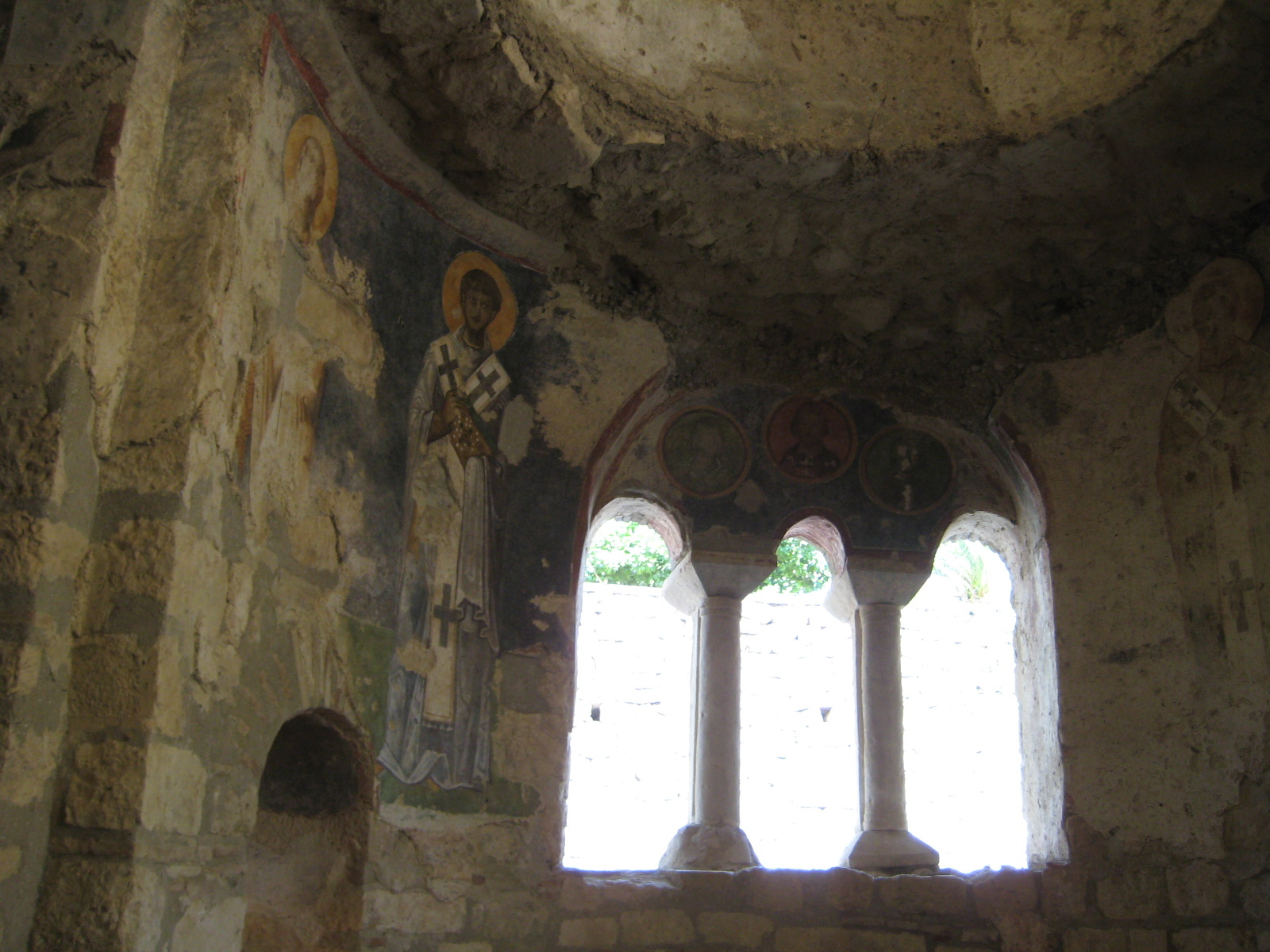
Église Saint-Nicolas.

Saint Nicolas fut archevêque de Myre au IVe siècle, à l'époque romaine. Il est fêté dans de nombreux pays chrétiens comme le modèle du saint évêque thaumaturge rempli de sollicitude pour son troupeau. L'habitude qu'il avait de pourvoir anonymement à la dot des jeunes filles pauvres, en introduisant discrètement des cadeaux dans leurs maisons est à l'origine de la légende du père Noël, version profane ou « laïcisée » de l'histoire du saint évêque. En Turquie, et particulièrement à Demre (nom actuel de Myre), les deux personnages sont confondus et le souvenir de saint Nicolas est maintenu.
L'église Saint-Nicolas, appelée par les Turcs Noel baba kilisesi (église du père Noël) est un édifice byzantin, orné de fresques et partiellement restauré. Elle se trouve près du centre de la ville et reçoit la visite de nombreux touristes et pèlerins, russes en particulier.
La première église Saint-Nicolas de Myre remonte au VIe siècle. L'édifice actuel fut construit essentiellement au VIIIe siècle. Un monastère vint s'ajouter au milieu du XIe siècle. En 1863, le tsar Alexandre II de Russie acheta le bâtiment et entama une restauration. En 1963, on dégagea les ailes Est et Sud. En 1968, la tombe de saint Nicolas fut couverte d'une toiture.
Le sol de l'église est réalisé en opus sectile, une mosaïque de marbre coloré, et des fresques subsistent sur les murs. Un ancien sarcophage grec a été réutilisé pour recevoir les reliques du saint, qui reposent aujourd'hui dans la basilique de Bari. De nouveaux travaux de restauration sont en cours (2009). En 2007, après de nombreux refus, le gouvernement turc a donné l'autorisation d'y célébrer le culte chrétien.
Un archevêque membre du saint synode du patriarcat de Constantinople porte le titre d'archevêque de Myre.

## Galerie

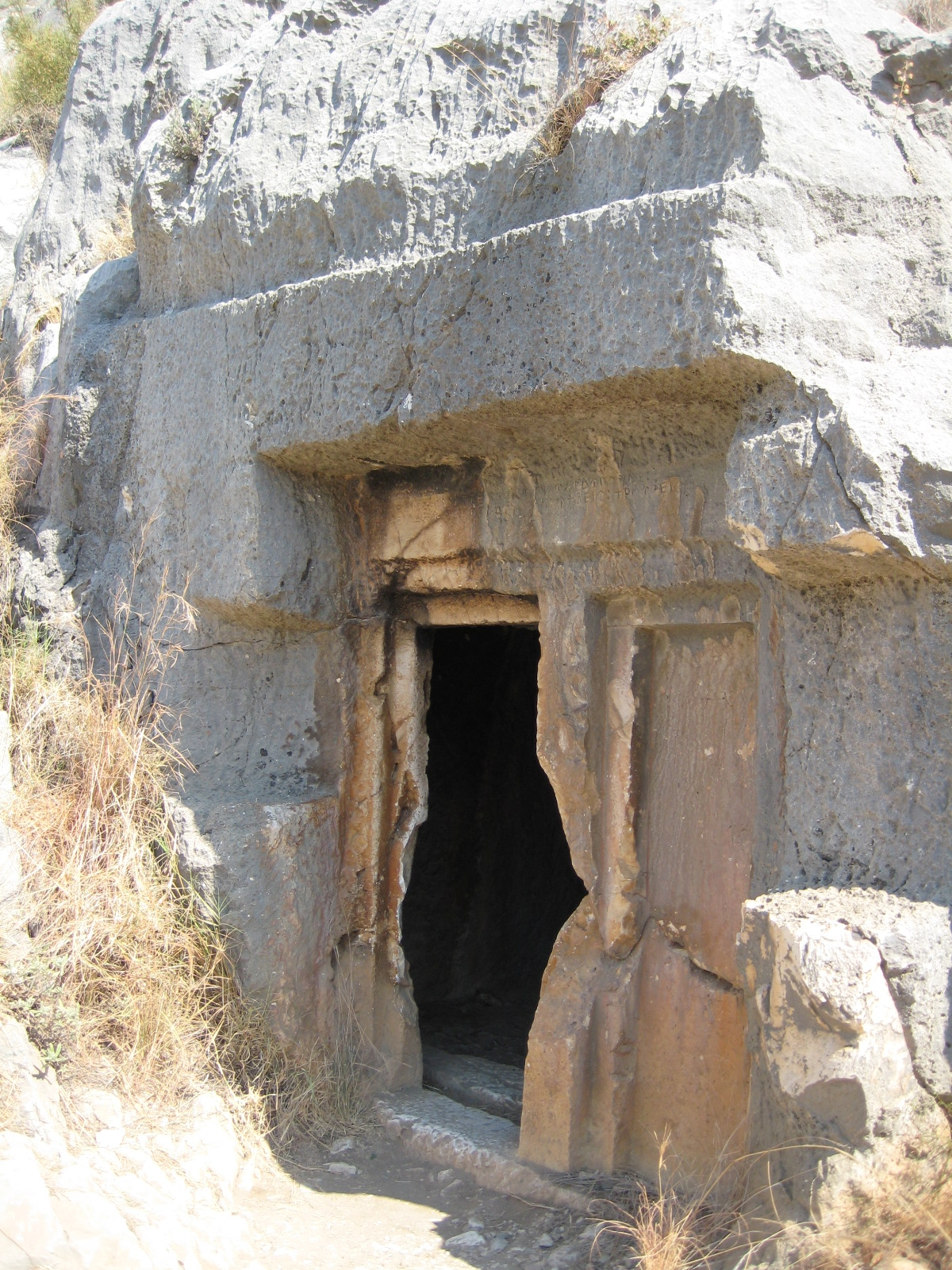
Tombes lyciennes.
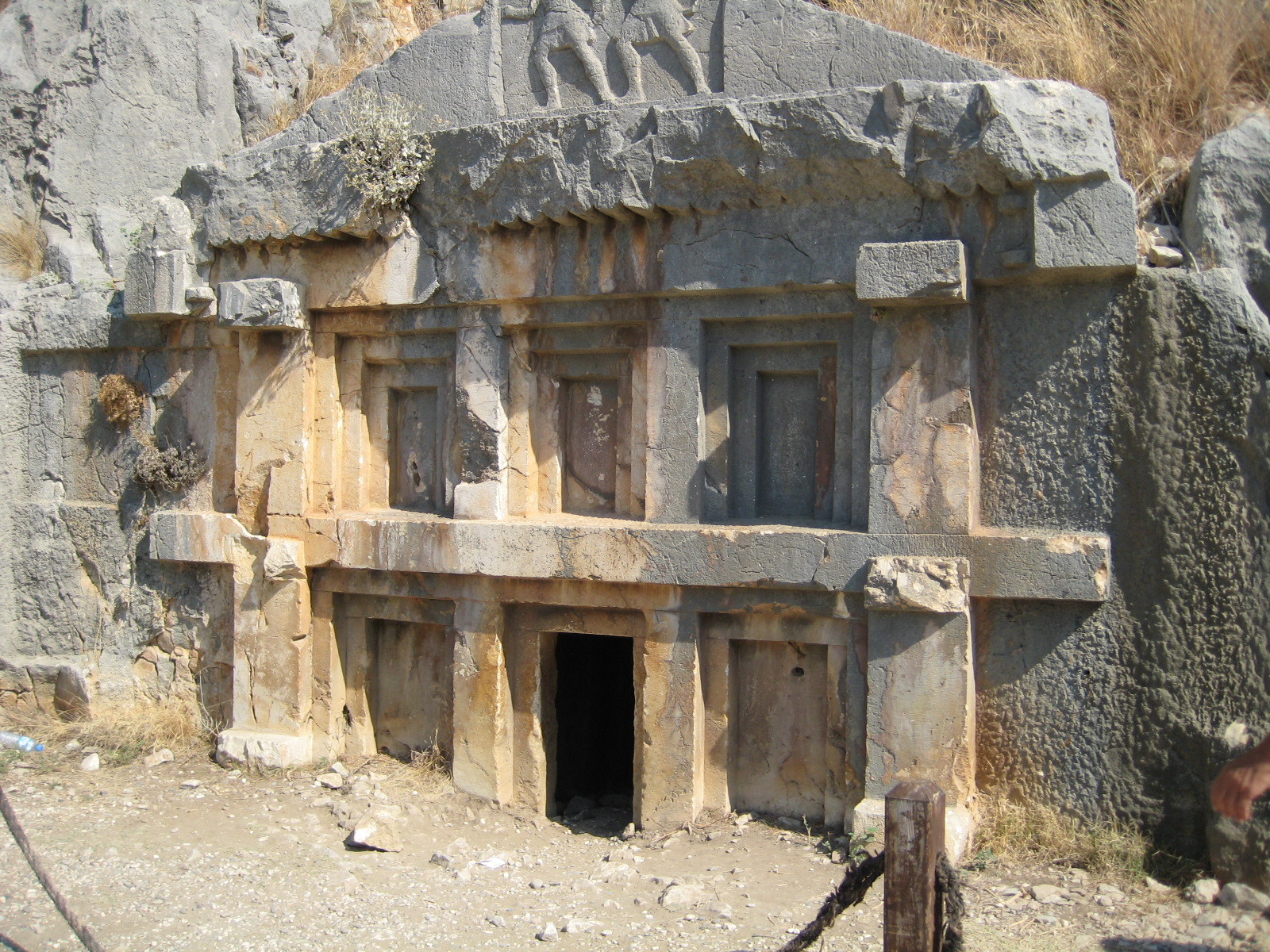
Tombes lyciennes.
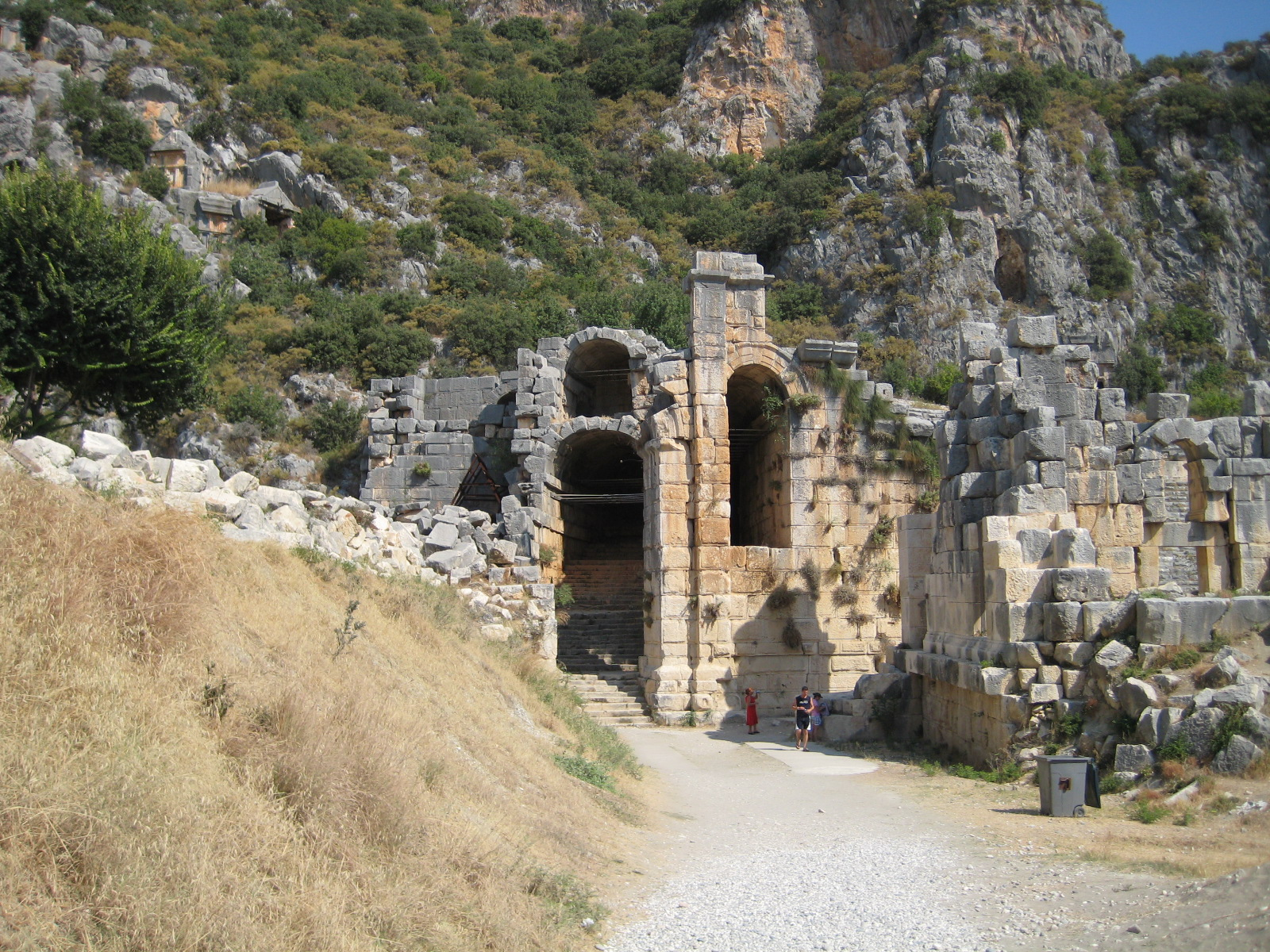
Entrée du théâtre.
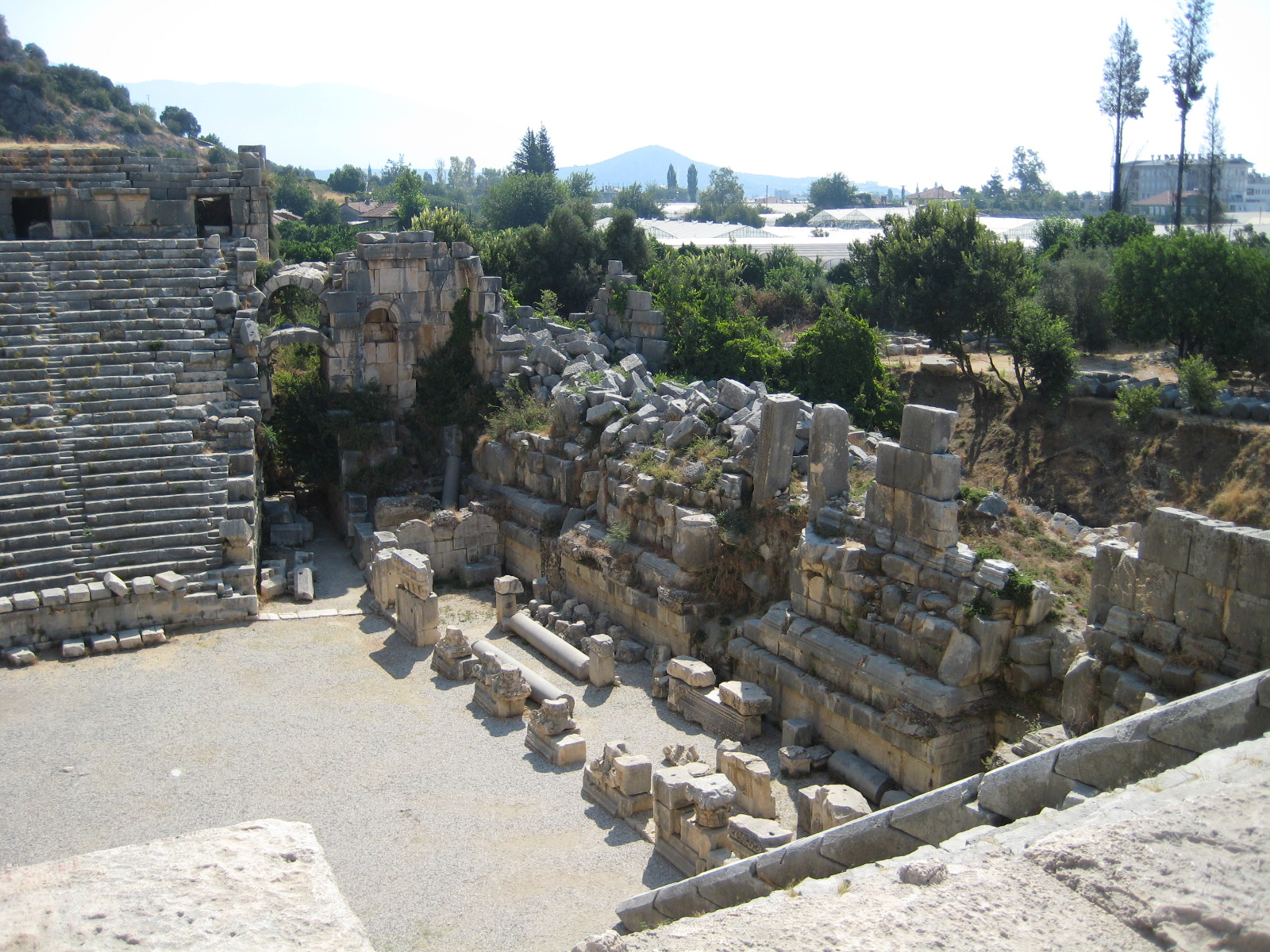
Théâtre.
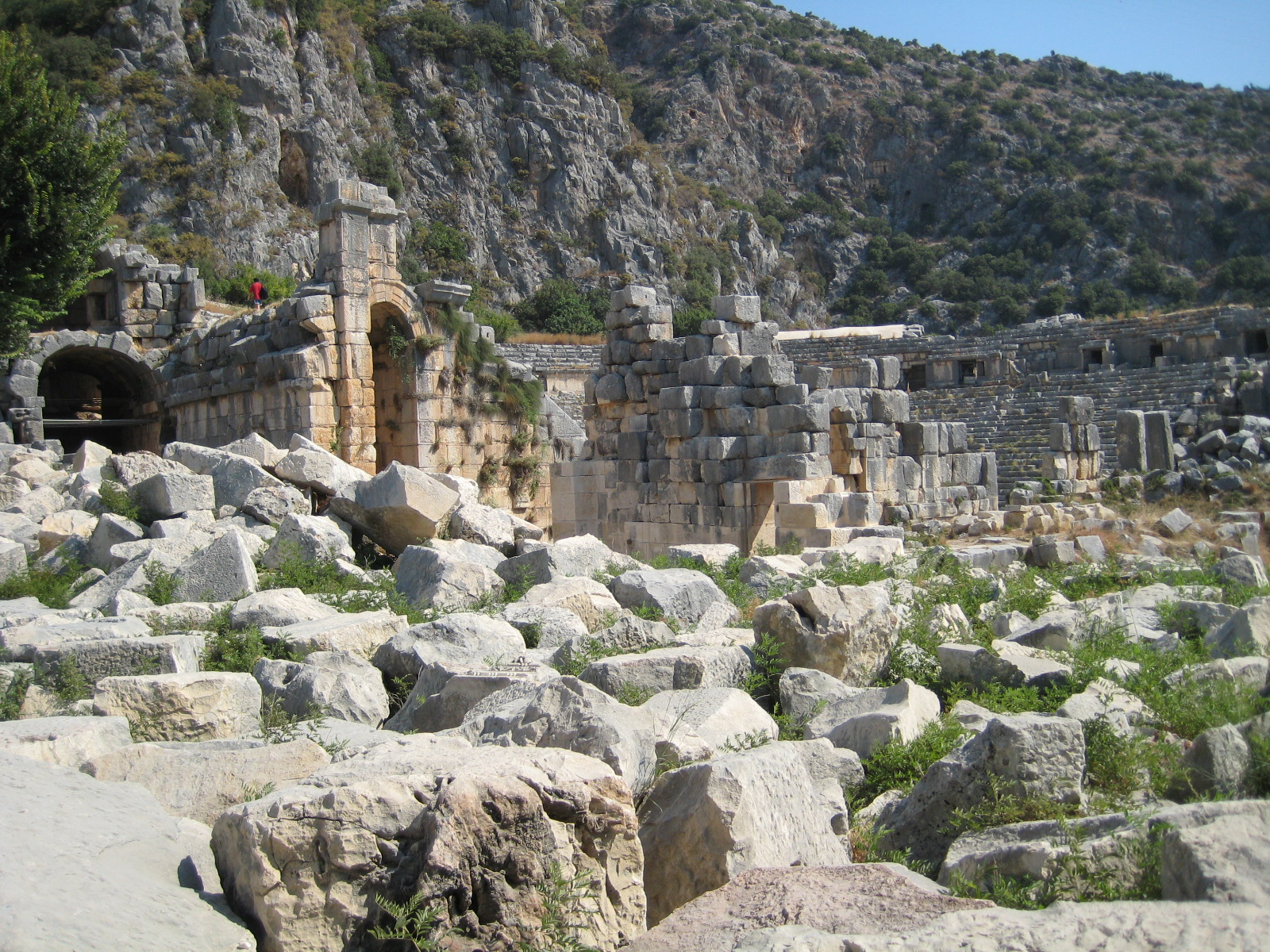
Théâtre.
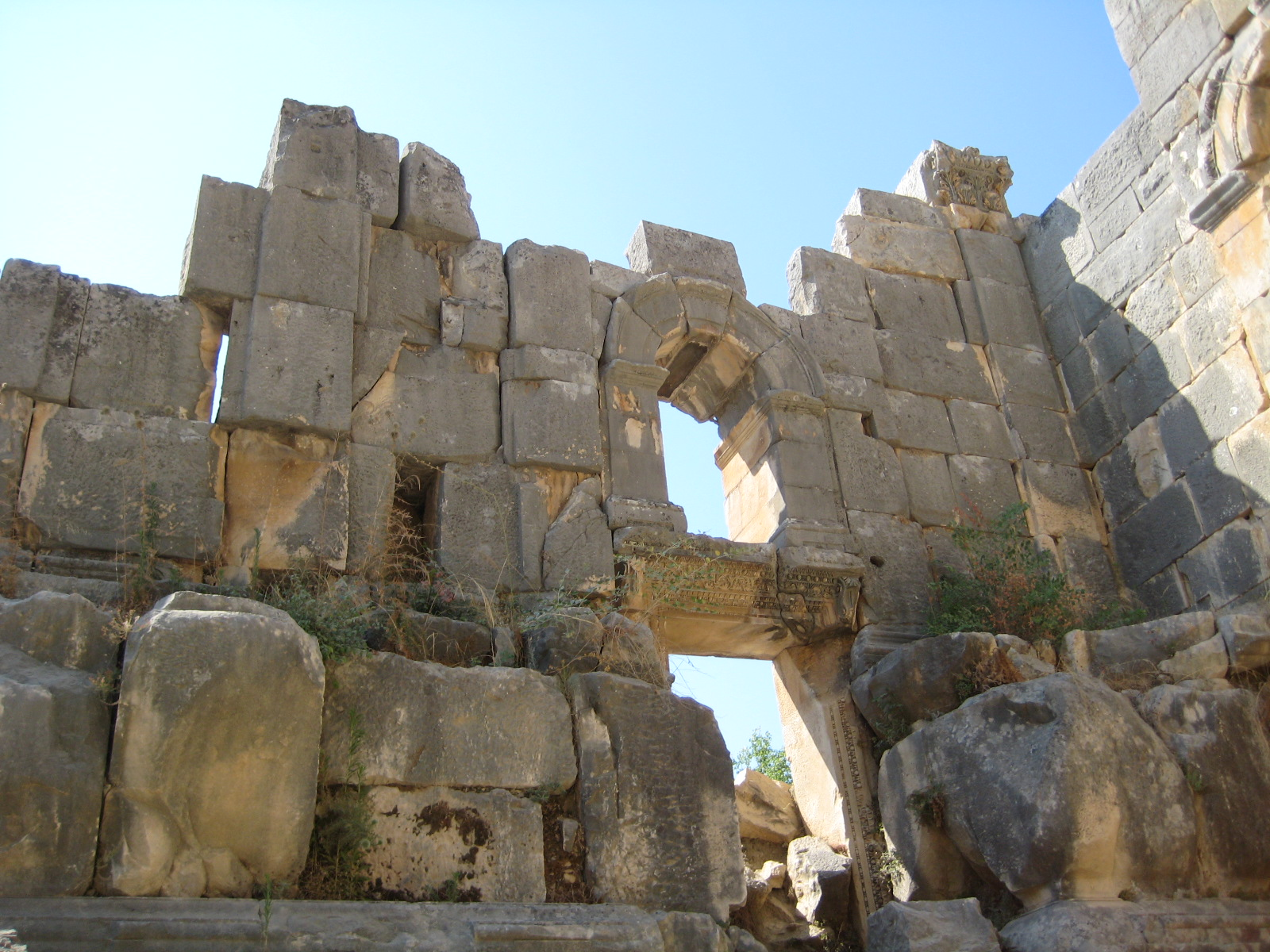
Théâtre.
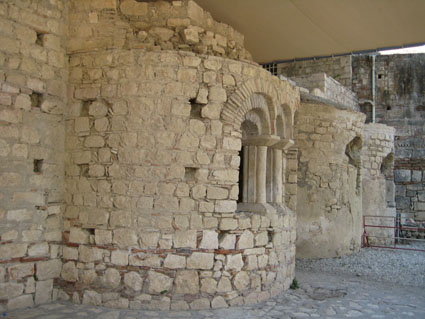
L'église de Saint-Nicolas.
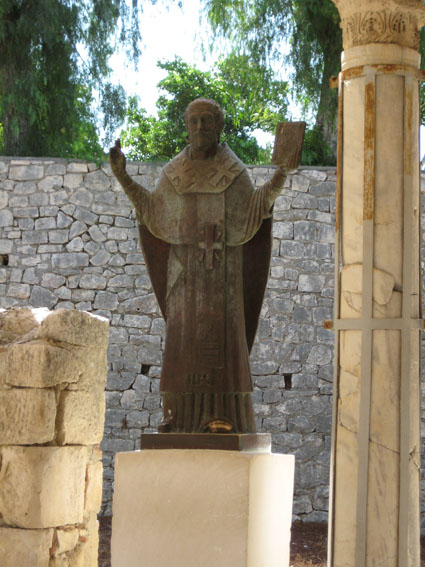
La statue de Saint-Nicolas.
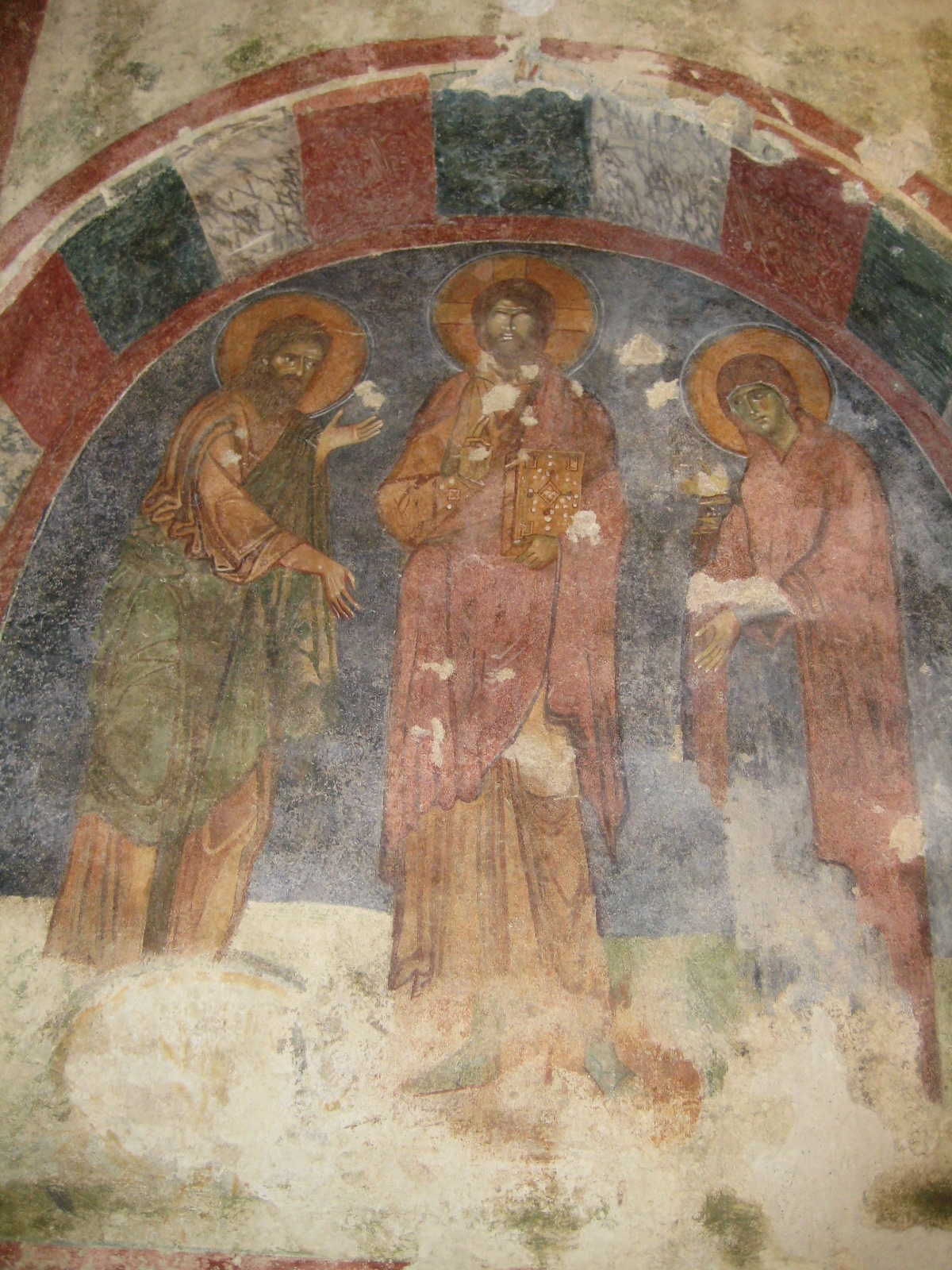
L'intérieur de l'église.
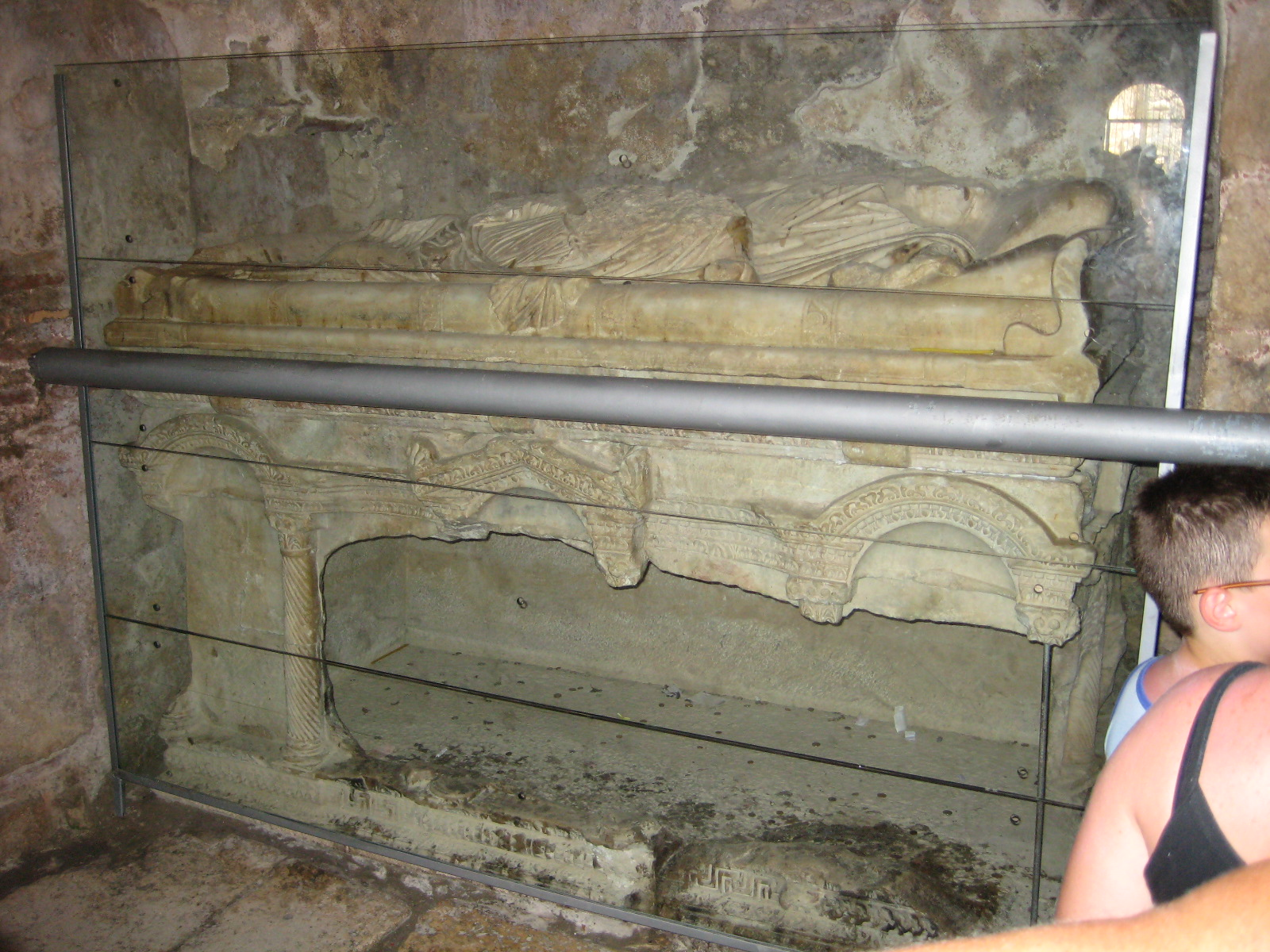
Le tombeau du saint.
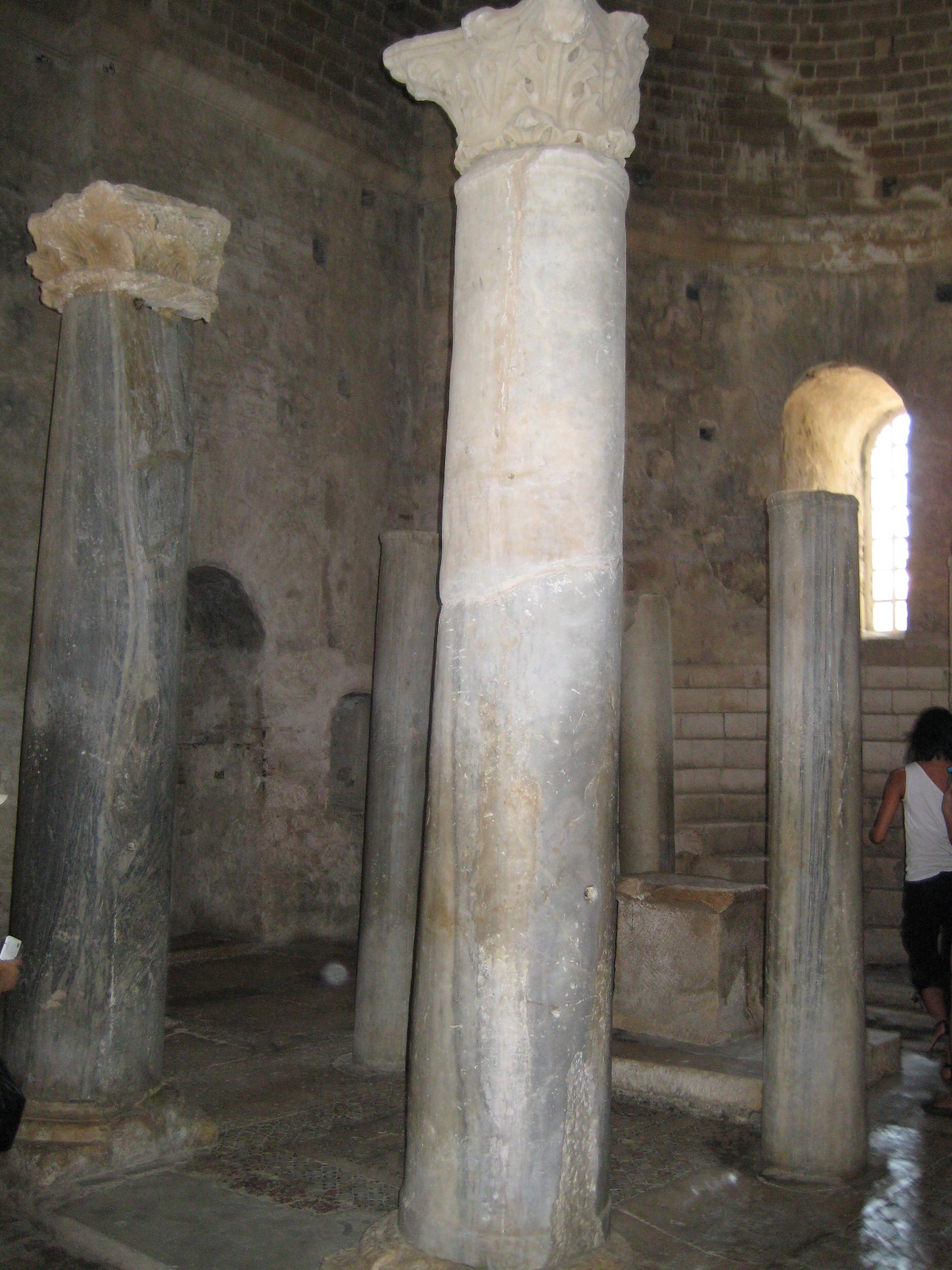
L'autel.
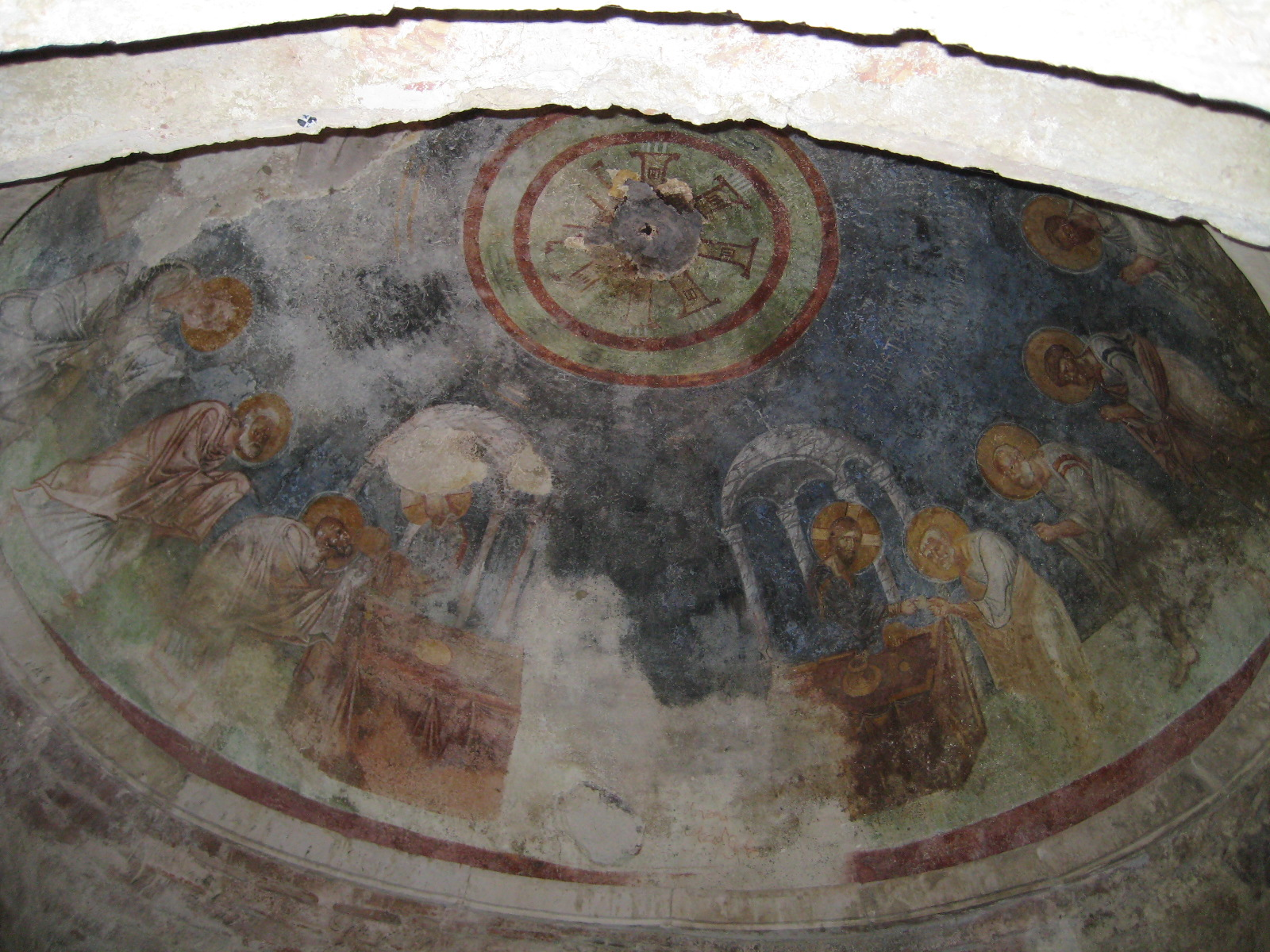
La Communion des apôtres.